# Akwarystyka morska

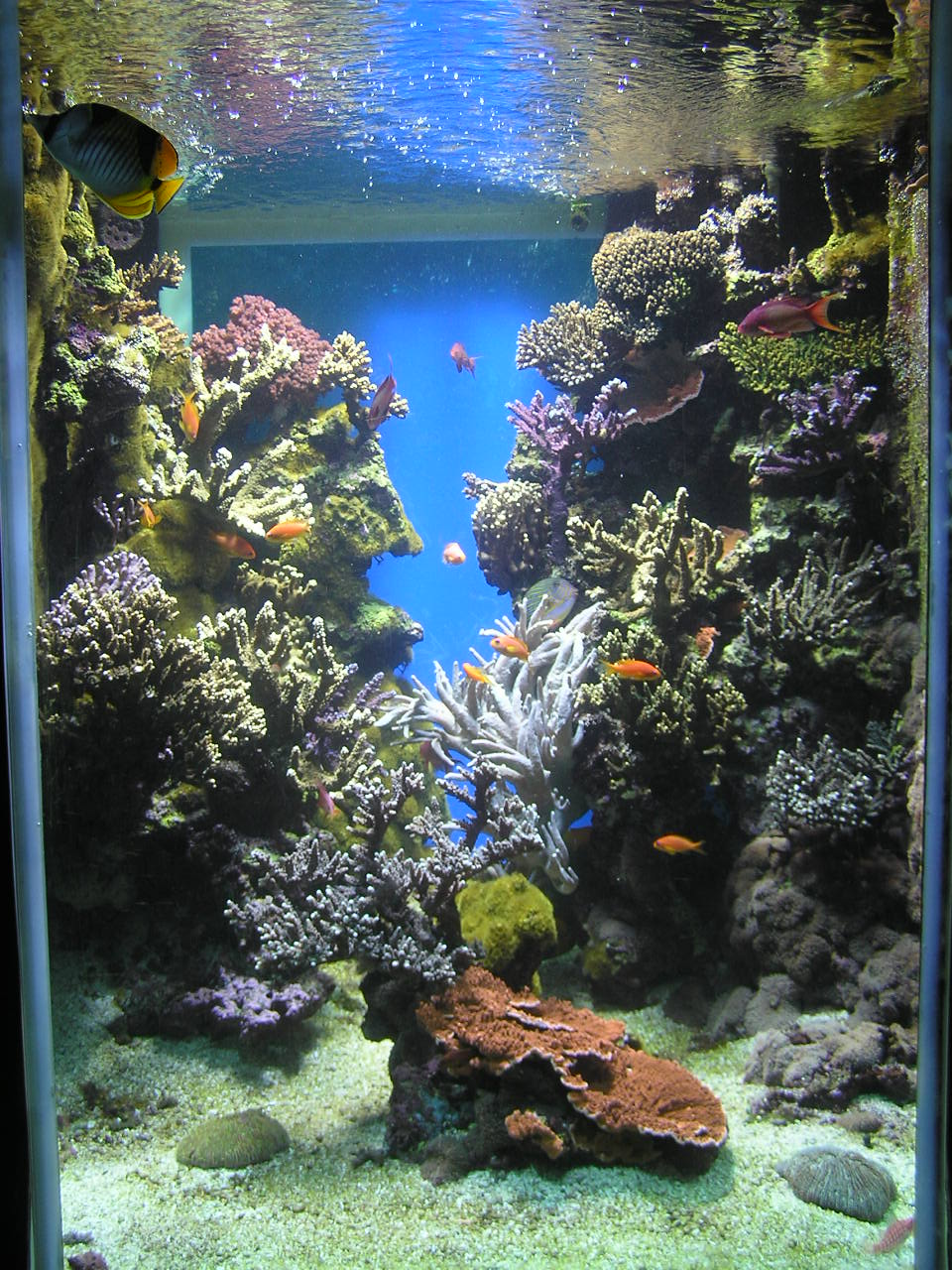
Akwarium morskie

Akwarystyka morska – dział akwarystyki, dziedzina wiedzy dotycząca hodowli zwierząt i roślin morskich w akwarium morskim, amatorskie lub zawodowe zajmowanie się hodowlą wodnych organizmów morskich w akwariach.
W odróżnieniu od akwarystyki słodkowodnej akwarystyka morska zajmuje się hodowlą zwierząt i roślin żyjących w wodach słonych.

## Akwarium morskie
Akwarium morskie to akwarium, w którym w warunkach naśladujących środowisko morskie hoduje się morskie rośliny i zwierzęta. Organizmy morskie są bardziej wrażliwe na zmiany środowiska i wymagają o wiele więcej nakładów. Wysokie koszty związane są głównie ze spreparowaniem odpowiedniej wody morskiej i utrzymaniem jej parametrów na stałym poziomie. Akwarium z rybami morskimi powinno mieć pojemność większą niż 200 litrów. Duża objętość wody w zbiorniku zapewnia rybom i roślinom lepsze warunki życia i utrzymanie odpowiednich parametrów wody. W akwariach o głębokości do 50 cm jako oświetlenie stosuje się jarzeniówki. Do głębszych używa się lamp metalohalogenowych. Zbiornik powinien być zaopatrzony w żywą skałę (skałki wapienne, na których żyją różnego rodzaju bezkręgowce), filtr biologiczny, odpieniacz, hydrometr, grzałkę, termometr i pompę, która zapewni odpowiednią cyrkulację wody. Niezbędne są również odpowiednie preparaty chemiczne, mieszanki soli i testy do pomiaru parametrów wody, które pozwalają na stworzenie naturalnego biotopu w zbiorniku.